# Tomás Garicano
Tomás Garicano Goñi (Pampelune, 1910 - Madrid, 1988) était un juriste, militaire et homme politique espagnol.
Issu d’une famille traditionaliste navarraise, il fit carrière, après ses études de droit, dans le Corps juridique de l’armée, et se rangea dans le camp nationaliste pendant la Guerre civile. Sous le régime franquiste, il occupa de hauts postes dans l’administration, tant militaire que civile. Nommé à la tête du ministère de l’Intérieur à la faveur de la crise gouvernementale d’octobre 1969, il fut accusé en 1973, par les factions les plus intransigeantes du régime, de « mollesse » face aux mouvements d’opposition et choisit alors de démissionner. D’abord favorable au traditionalisme tel que théorisé par Víctor Pradera, il évolua ensuite vers les thèses démocrates-chrétiennes et soutint en 1976 la transition démocratique impulsée par Adolfo Suárez.

## Biographie

### Origines, carrière dans la justice militaire et Guerre civile
Tomás Garicano vint au monde à Pampelune le 9 février 1910,, au sein d’une famille traditionaliste et appartenant à la bourgeoisie d’affaires, vu que son père exerçait comme PDG d’une importante entreprise privée. Après une formation primaire et secondaire dans des collèges religieux à Irún, Tomás Garicano entreprit des études de droit à l’université de Saragosse d’abord, puis obtint en 1929 sa licence à l’université centrale de Madrid. Engagé en 1930 sur concours dans le Corps juridique militaire, il reçut ensuite une affectation comme auditeur à La Corogne, à Madrid, aux Canaries, à Valladolid et à Burgos, et fut amené, dans cette dernière ville, à remplir son office dans les procès conduits pendant la phase de répression de la révolution asturienne d’octobre 1934.
En 1936, alors qu’il était en poste à l’auditorat militaire de la VIIIe Division organique à La Corogne, il joua un rôle actif dans la préparation et l’exécution du coup d’État de juillet 1936, en servant d’agent de liaison entre les généraux Emilio Mola et Pablo Martín Alonso. Dans la guerre civile subséquente, il intervint comme auditeur militaire et conseiller juridique au quartier-général du Corps d’armée de Navarre, tout en restant le collaborateur du général Mola.

### Hautes fonctions dans l’Espagne franquiste
En 1940, Tomás Garicano fut nommé général du Corps juridique de l’Armée de l’air, puis, en 1941, secrétaire général du ministère de la Justice. De 1951 à 1956, il remplit la fonction de gouverneur civil ainsi que de chef provincial du parti unique FET y de las JONS en Guipuscoa. Ultérieurement, sur les instances de son ami et compagnon d’armes Federico Silva Muñoz, alors ministre des Travaux publics, il exerça de 1965 à 1966 comme délégué du gouvernement au sein de la société d’approvisionnement en eau Canal de Isabel II, puis, entre 1966 et 1969, comme gouverneur civil de la province de Barcelone, auquel titre il lui incomba de réprimer le mouvement étudiant et politique. Il entra plusieurs fois en collision avec le maire de Barcelone, José María de Porcioles. Il eut, à l’inverse, de bons rapports avec l’entrepreneur Enric Masó Vázquez, qu’il devait désigner plus tard, une fois nommé ministre de l’Intérieur, à la tête de la mairie de Barcelone, en guise de geste « catalaniste ». Est à relever ici son attitude accommodante vis-à-vis du catalanisme modéré et plus particulièrement son positionnement mesuré devant un mouvement intellectuel catalaniste à l’université de Barcelone, l’un de ses épicentres les plus agités, qui se manifesta entre autres par un assaut donné au rectorat en janvier 1969, avec défenestration du buste de Franco, grèves incessantes, etc., positionnement mettant en évidence le pari qu’avait alors fait Tomás Garicano d’une évolution graduelle vers un système politique plus libéral, certes dans les limites du régime dictatorial en vigueur. Si, étant jeune, il avait été admirateur de Víctor Pradera, il devait plus tard conjuguer son adhésion initiale aux idées traditionalistes avec les doctrines démocrates-chrétiennes portées par l’Association catholique de propagandistes (ACdP), à laquelle il allait s’affilier. Parallèlement, il siégea de 1966 à 1973 comme procurateur (=député) aux Cortes franquistes.

### Tardofranquisme: ministre de l’Intérieur
Le 29 octobre 1969, Garicano Goñi fut nommé, en remplacement du lieutenant-général Camilo Alonso Vega, à la tête du ministère de l’Intérieur,,,, au sein du cabinet qui fut constitué par Franco à la suite de la grande crise de l’automne 1969, consécutive à la retentissante affaire Matesa, et où Tomás Garicano incarnait la tendance aperturiste, c’est-à-dire préconisant une ouverture de l’Espagne sur l’extérieur. Cependant, les procès de Burgos et ses prolongements, ainsi que la radicalisation du Bunker, c’est-à-dire des fractions les plus intransigeantes du régime, eurent pour effet de battre en brèche ses ambitieux projets de conciliation politique, dans lesquels la Catalogne était destinée à jouer un rôle décisif et qui avaient reçu l’appui enthousiaste de son confrère au gouvernement Laureano López Rodó.
Cible de critiques de la part des secteurs les plus réactionnaires du régime (y compris directement et de vive voix de la part du médecin personnel de Franco, Vicente Gil), au motif de sa supposée « mollesse » face à l’opposition antifranquiste, Tomás Garicano finit par présenter sa démission de ministre au lendemain de la mort d’un policier qui avait été piégé dans une impasse et assassiné par des membres du FRAP lors des incidents du 1er mai 1973 à Madrid,. À cette occasion, Tomás Garicano adressa à Franco, qui rechignait à le destituer, une longue lettre où il affirmait que le Mouvement n’avait plus d’avenir et où il préconisait sans ambages une prompte libéralisation du régime, par la mise en œuvre immédiate de l’ensemble des articles de la Loi organique de l'État de décembre 1966, lettre qu’il conclut par la phrase : « Je crois nécessaire un authentique ‘aperturismo’ »,. Carlos Arias Navarro lui succéda à la direction du ministère de l’Intérieur.

### Fin de carrière et vie personnelle
Quoique membre du Conseil national du Mouvement, il se montra, après la mort de Franco, favorable à la réforme politique d’Adolfo Suárez. Il prit sa retraite en 1978, tant de la politique que de l’armée, et occupa jusqu’à sa mort la vice-présidence de l’entreprise papetière Sarrió.
Garicano avait contracté mariage avec María Rojas Gestosos, avec qui il eut six enfants. Il était le grand-oncle de Luis Garicano, économiste et homme politique membre du parti Ciudadanos.
Il est mort à Madrid en 1988 d’un arrêt cardiaque.

## Distinctions
- Médaille d’or du mérite social pénitentiaire(1951)[20].
- Grand-croix de l’ordre du Mérite civil (1956)[21].
- Croix d’honneur de San Raimundo de Peñafort (1962)[22].
- Grand-croix de l’ordre royal et militaire de Saint-Herménégilde (1965)[23].
- Grand-croix de Orden de Cisneros (1969)[24].
- Grand-croix de l’ordre d'Isabelle la Catholique (1972)[25].
- Grand-croix (avec insigne distinctif blanc) de l’ordre du Mérite aéronautique (1972)[26].
- Grand-croix du très-distingué ordre royal de Charles III (1973)[27].

### Publications de Garicano Goñi
- (es) Legislación Penal Militar, Burgos, Aldecoa, 1946, 1273 p. (en collaboration avec José María Dávila Huguet & José María Dávila y Zurita).

### Écrits sur Garicano Goñi
- (es) José María Marín, Carme Molinero et Pere Ysàs, Historia política de España, 1939-2000, vol. II, Madrid, Istmo, 2010 (éd. orig. 2001), 511 p. (ISBN 978-8470903199).
- (es) José Ramón Urquijo Goitia, Gobiernos y ministros españoles en la edad contemporánea, Madrid, CSIC, 2008 (éd. originale 2001) (ISBN 978-8400087371, lire en ligne).